# Meinard Tydeman (1854-1916)

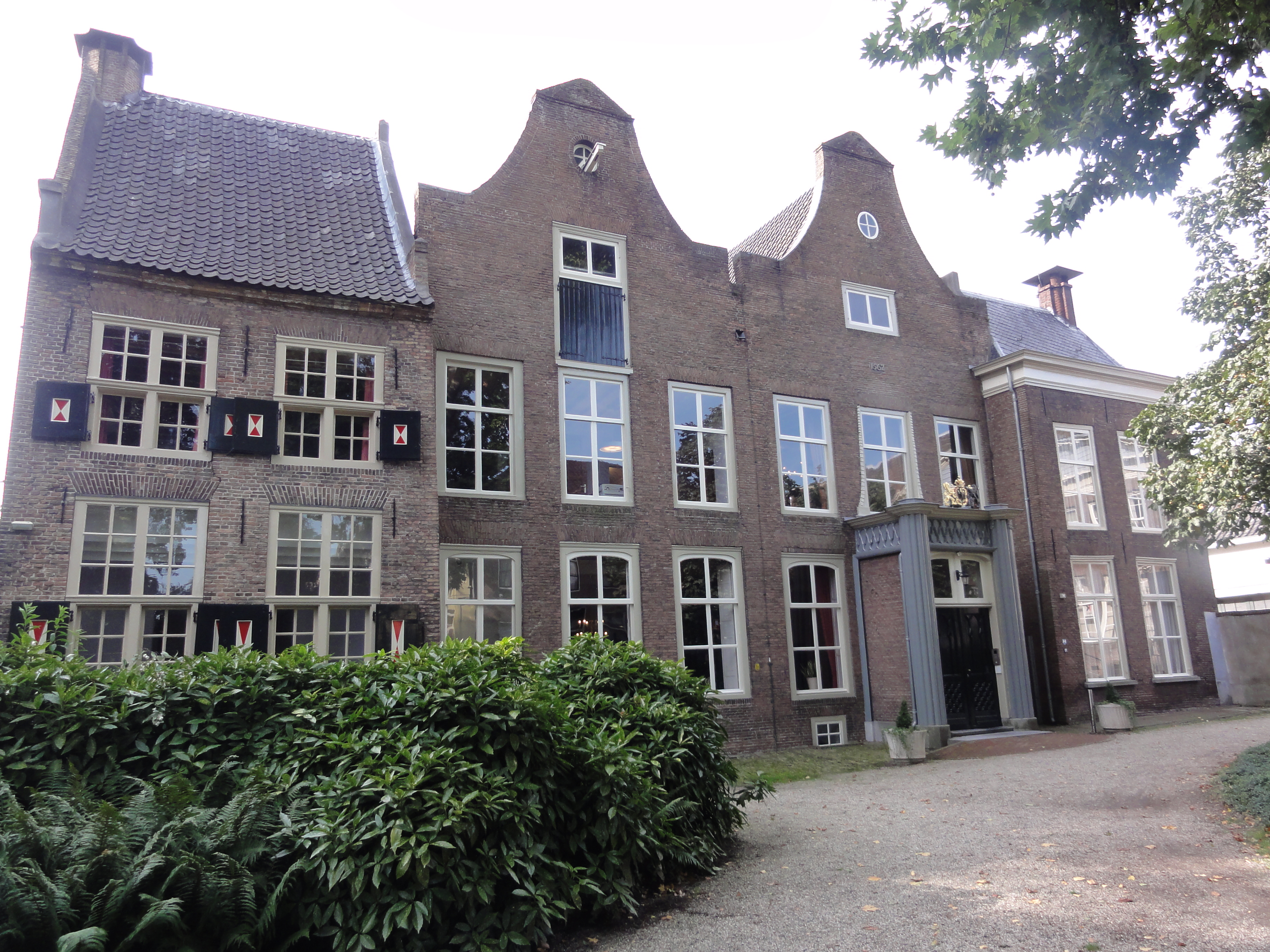
Tydemans ouderlijk huis, het Ambtmanshuis

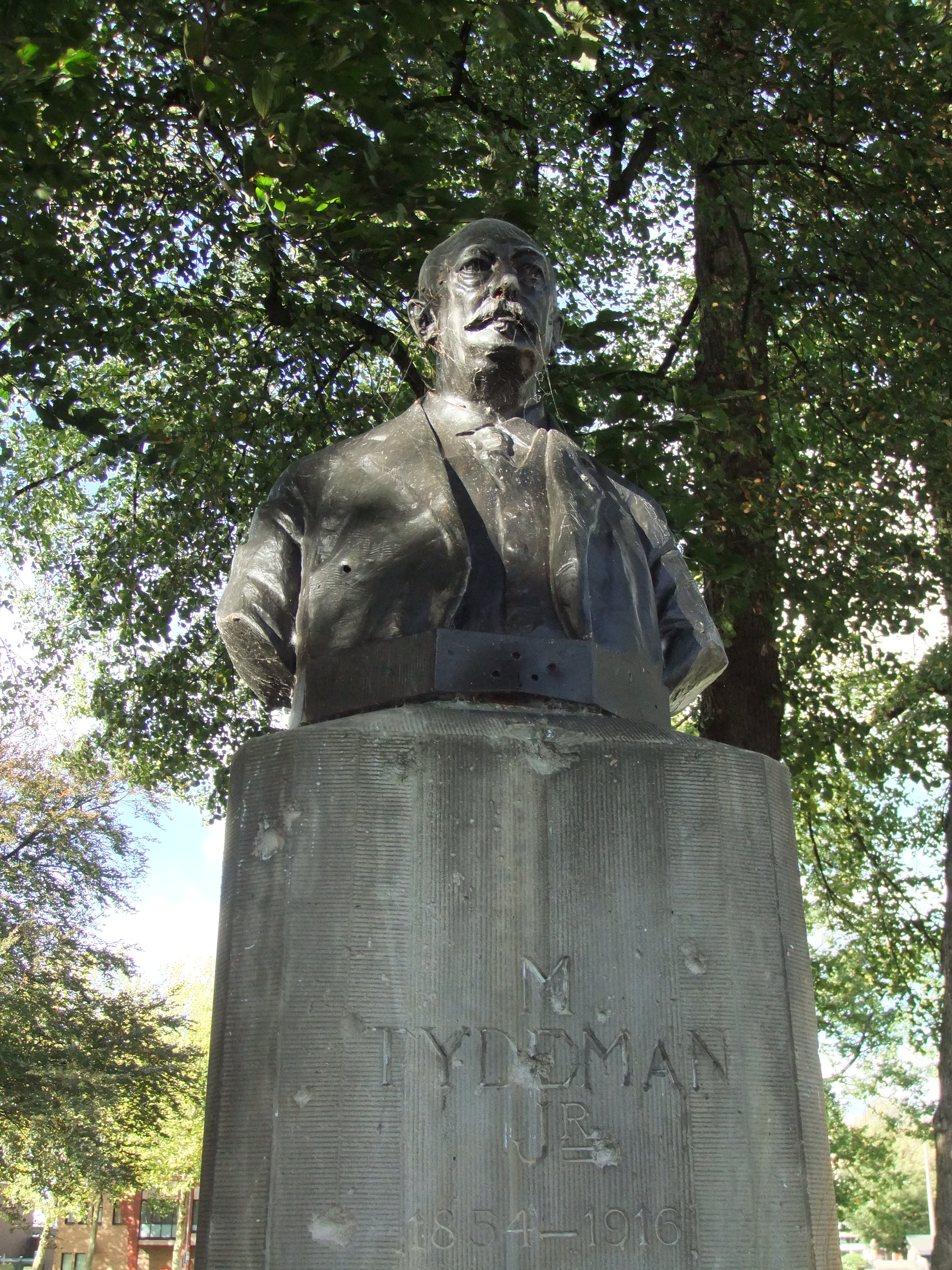
Buste van Tydeman in Tiel (door Gra Rueb)

Meinard Tydeman jr. (Tiel, 6 maart 1854 – Hilvarenbeek, 4 november 1916) was een Nederlands liberaal politicus. Hij behoorde tot de oud-liberalen en werd later leider van de Bond van Vrije Liberalen.

## Levensloop
Meinard (Map) Tydeman jr. was een zoon van Meinard Tydeman sr. en jonkvrouw Henriëtte Ewaldine Hélène Reuchlin. Zijn moeder overleed toen hij twee jaar oud was. Zijn vader was advocaat en lid van de Provinciale Staten van Gelderland. Vanaf 1868 woonde het gezin in het Tielse Ambtmanshuis.
In 1872-1876 studeerde Tydeman rechten in Utrecht waar hij op 9 juli 1880 promoveerde op zijn Bijdrage tot de geschiedenis der bodemerij (een onderdeel van het zeerecht).  Na zijn promotie vestigde hij zich als advocaat en procureur in Breda. Op 9 juni 1882 trouwde hij met Johanna Maria verLoren van Themaat. Het echtpaar kreeg twee zoons. In 1887 werd hij kantonrechter-plaatsvervanger en twee jaar later werd hij benoemd tot rechter-plaatsvervanger bij de arrondissementsrechtbank in Breda.
Gaandeweg werd Tydeman steeds actiever in de politiek. In 1886 stelde hij zich in het kiesdistrict Breda kandidaat voor de Tweede Kamer voor de pas opgerichte Liberale Unie. Als liberaal en Nederlands-hervormde maakte hij echter geen kans in dit overwegend katholieke district. Uiteindelijk werd hij in 1891 als vertegenwoordiger van het kiesdistrict Tiel in de Tweede Kamer gekozen. Hij versloeg de antirevolutionaire oud-premier baron Mackay met zijn leus 'Gij moet mij nemen als Tielsche jongen' . Tot aan zijn overlijden in 1916 werd hij in dit kiesdistrict steeds herkozen. Zijn overlijden ten gevolge van een jachtongeval werd ervaren als een zware slag voor politiek Nederland.

## Bond van Vrije Liberalen
In 1894 ontstond in de Liberale Unie een conflict over de uitbreiding van het kiesrecht. Dit leidde tot een afsplitsing van de rechtervleugel. De tegenstanders van uitbreiding van het kiesrecht richtten uiteindelijk in 1906 een nieuwe partij op, de Bond van Vrije Liberalen. De Bond vond dat het kiesrecht alleen mocht worden uitgebreid als de invloed van de Eerste Kamer op de wetgeving ook zou worden vergroot.
Door zijn benoeming tot partijleider van de Bond kreeg Tydeman veel meer invloed in de Tweede Kamer. Tot aan zijn dood was hij ook voorzitter van de vrij-liberale kamerfractie. Hij was lid van vele staatscommissies en zijn optreden in de Kamer dwong respect af. In zijn lange politieke loopbaan - hij was bijna 25 jaar lid van de Tweede Kamer - sprak hij over uiteenlopende zaken als onderwijs, justitie, financiën en militaire zaken.
Zijn overlijden had ook gevolgen voor de Bond van Vrije Liberalen. Mede als gevolg van het verlies van haar leider ging zij in 1922 op in de Liberale Staatspartij, een voorloper van de VVD.

## Maatschappelijke functies
Naast zijn politieke werk bekleedde Tydeman veel maatschappelijke functies. Zo was hij was secretaris van de Nederlandsche Groep van de Interparlementaire Unie en voorzitter van de Nederlandsche Afdeeling der Nederlandsch-Belgische Commissie, commissaris van de Nederlandsche Heidemaatschappij, lid van het hoofdbestuur van de Nederlandsche Maatschappij ter bevordering van Nijverheid, voorzitter van de Raden van Beroep voor de Personele en Vermogensbelasting en lid van het College voor de Zeevisscherijen.